# Zanthoxylum undulatifolium
Zanthoxylum undulatifolium är en vinruteväxtart som beskrevs av William Botting Hemsley. Zanthoxylum undulatifolium ingår i släktet Zanthoxylum och familjen vinruteväxter. Inga underarter finns listade i Catalogue of Life.